# Ciel (religion)
Ciel, ou Cieux , employé dans un sens religieux, est un concept cosmologique parfois synonyme de Paradis. Le concept se retrouve dans toutes les religions et philosophies religieuses, qu'elles soient monothéistes ou polythéistes. 
Dans les religions monothéistes, le terme peut qualifier l'espace transcendant de Dieu et des êtres célestes comme, les anges. A quoi l'on peut ajouter, les djinns, créatures surnaturelles issues de la mythologie arabique préislamique, ou bien lien le Roi des Cieux dans le taoïsme, ou la Reine du Ciel, le Père céleste, la Mère céleste, le Fils du Ciel, les saints célestes ou les ancêtres vénérés. 
Le concept de ciel évoque le concept spirituel de la vie après la mort et de l'âme.

## Étymologie
Le mot ciel, en cosmologie, vient du latin cælum qui renvoie à la voûte céleste, lieu de séjour de la divinité. Le mot désigne le ciel en tant que firmament. Au Moyen-Âge, le mot ciel renvoie au lieu de séjour de Dieu et de séjour des âmes après la mort. Ce faisant, le mot renvoie à l'ensemble de la voûte céleste.

## Concept

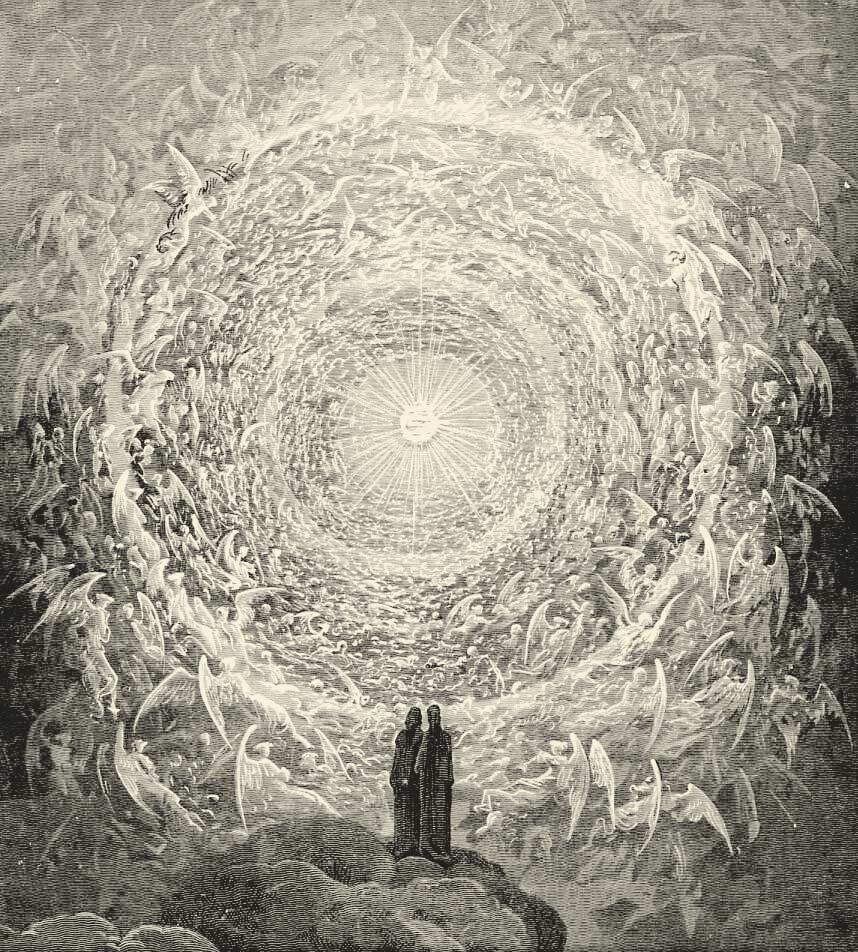
Dante et Beatrice regardent fixement sur les cieux les plus élevés; à partir des illustrations de Gustave Doré à la Divine Comédie.

Dans certaines religions, le ciel désigne le monde des réalités non sensibles. Par exemple dans le texte de la prière chrétienne du Notre Père qui commence par les mots : « Notre Père qui est aux cieux ». Le terme désigne aussi l'au-delà.

## Mythologie grecque
Dieu est un mot hérité du latin deus, lui-même issu d'une racine indo-européenne Dyeus Pitar (« Père Ciel brillant ») (qui donnera probablement également le "yeux" venant de la même racine)
Zeus tire également son nom de Dyeus (dieu du ciel).
Jupiter signifie littéralement « Père des cieux », de la racine indo-européenne Dyeus pater (« dieu du ciel »).
Dans la mythologie grecque, Ouranos (en grec ancien Οὐρανός, « ciel étoilé, firmament ») est une divinité primordiale personnifiant le Ciel. Il est le fils de Gaïa (la Terre).

## Mythologie égyptienne
Nout est la déesse égyptienne du ciel. 

## Judaïsme
Dans l'ancien judaïsme, la croyance du ciel et au-delà est liée à la croyance dans le Shéol (mentionné dans Isaïe 38:18, Psaumes 6:5 et Job 7:7-10). Certains chercheurs affirment que Shéol est un concept plus tôt, mais cette théorie n'est pas universellement acceptée. Une secte juive qui a maintenu la croyance en résurrection a été connu pour pharisiens et a eu comme s'opposer à la sadducéens, qui a nié la résurrection des morts (Matthieu 22:23).

## Christianisme
Le concept de Ciel dans le christianisme le considère comme la demeure de Dieu et de ses anges. Le mot shamayim a été utilisé dans la Bible pour désigner le ciel. Toutefois, le terme est aussi couramment utilisé de façon interchangeable avec d'autres mots comme "paradis", signifiant la demeure des justes quelque temps après leur mort.

## Islam
Dans la religion islamique, il y a sept cieux (voir Miraj). De plus, le texte coranique développe de nombreuses caractéristiques, notamment le fait qu'ils sont sous forme de tibaqa en d'autres termes, sous forme de couches superposées (Coran 67:3), le premier ciel est nommé par "sama al-dunya" (le ciel le proche/ou le plus bas) qui contient selon le Coran : le Soleil & la Lune (Coran 71:15-16), des planètes (Coran 37:6), et des météores et/ou astres rocheux quelconque (Coran 72:8-9)

## Religions orientales
Les grandes religions orientales (hindouisme, bouddhisme, taoïsme et confucianisme) et doctrines occidentales croient en réincarnation et moksha (libération) au lieu du Ciel, mais comprennent toujours une certaine idée de Ciel similaire (mais pas nécessairement identique) à la notion maintenue par le christianisme et les autres religions monothéistes.

## Hindouisme
Dans l'hindouisme, il y a un "ciel transitoire" appelé Svarga, pour les âmes qui ont fait de bonnes actions mais ne deviennent pas même digne de moksha ou fusion (union) avec Brahma.

## Bouddhisme
Dans le bouddhisme, il y a plusieurs cieux, qui sont tous partie de la Samsara (la réalité illusoire). Ceux qui accumulent bonne karma peut renaître.

## Tradition chinoise
Tian (天) « le Ciel », est une divinité chinoise assimilée à Shang Di. Le culte céleste était le culte officiel impérial de l'Empire Céleste.